# Narain Karthikeyan
Kumar Ram Narain Karthikeyan (ur. 14 stycznia 1977 w Madrasie) – indyjski kierowca wyścigowy, w sezonach: 2005, 2011 i 2012 startował w Formule 1.

## Życiorys

### Początki kariery
Narain pochodzi z rodziny o bogatej tradycji w świecie motorsportu. Jego ojciec G.R.Karthikeyan to siedmiokrotny rajdowy mistrz Indii. Narain postanowił iść w jego ślady i rozpocząć karierę wyścigową. Pierwszy raz wziął udział w wyścigu w Formule Maruti w 1991 roku. W swoim pierwszym wyścigu stanął już na podium. W następnym roku wyprowadza się do Francji aby dołączyć do Elf Winfield Racing School którą ukończył z powodzeniem. W 1993 roku Karthikeyan wraca do Indii do Formuły Marutii ale również bierze udział w wyścigach w Wielkiej Brytanii w Formule Vauxhall z której zdobyte doświadczenie w późniejszych startach mu się przydaje. W 1994 roku startuje w brytyjskiej Formule Ford i również zimowej edycji tej serii w której zostaje pierwszym hindusem który został mistrzem tej serii. W 1995 roku Narain powraca do Azji aby rozpocząć starty w Formula Asia gdzie bierze udział w tylko czterech wyścigach ale raz staje na podium w Malezji, na drugim miejscu. W 1996 roku Narain zalicza pełny sezon w Formula Asia gdzie zostaje mistrzem tej serii. Następny rok spędza w Wielkiej Brytanii w Formule Opel. Sezon kończy na szóstym miejscu lecz podczas rywalizacji na Donington Park dominuje w tej serii. W 1998 roku Karthikeyan debiutuje w Brytyjskiej Formule 3 z Carlin Motorsport. Hindus uczestniczy w ośmiu rundach podczas których staje dwa razy na podium. Sezon zakończył na dwunastym miejscu. Następny rok spędza w tej samej serii wyścigowej lecz bierze udział we wszystkich wyścigach podczas których
pięć razy staje na podium z czego dwa razy wygrywa wyścigi. Te osiągnięcia dają Karthikeyanowi szóste miejsce w mistrzostwach. Rok 2000 spędza już trzeci sezon w tej samej serii wyścigowej. Tym razem kończy ten sezon na czwartym miejscu startując również w Grand Prix Makau, gdzie podczas kwalifikacji jest szósty kończąc wyścig na tym samym miejscu. Rok 2001 jest krokiem w przód w karierze Naraina. Przenosi się on do japońskiej Formuły Nippon, gdzie w klasyfikacji końcowej jest w pierwszej dziesiątce. Mimo dobrego rezultatu w japońskich mistrzostwach, Hindus ma okazję poprowadzić bolid Formuły 1 dwa razy. Za każdym razem prowadzi bolid Jaguar Racing. Pod koniec roku podczas testu bolidu Jaguara, Narain ma czas gorszy o zaledwie 0,5 sekundy od lidera ekipy Jeana Alesiego. Rok 2002 Narain spędza w World Series by Nissan, gdzie ściga się dla hinduskiego teamu Tata RC Motorsport. Jego najlepszym rezultatem jest weekend wyścigowy na torze Interlagos, gdzie startuje z Pole Position i podczas wyścigu ustanawia najszybsze okrążenie. W 2003 roku Narain kontynuuje starty w tej serii jeżdżąc już dla Carlin Motorsport z którym był powiązany w Brytyjskiej Formule 3. Wygrywa 2 wyścigi, łącznie 5 razy wizytuje na podium, dzięki czemu ostatecznie zostaje sklasyfikowany na 4 miejscu. Narain w tym roku zalicza kolejny test bolidu Formuły 1 stajni Minardi. Miał także ofertę od włoskiego zespołu aby jeździć dla nich w Sezonie 2004, lecz nie miał wystarczającej ilości pieniędzy aby kupić sobie miejsce w bolidzie teamu z Faenzy. Rok 2004 jest kontynuowaniem startów w World Series by Nissan ale również Narain startuje w FIA GT Championschip gdzie zwycięża trzy razy na torach w Walencji, Hiszpanii i Francji.

### Formuła 1

#### 2005

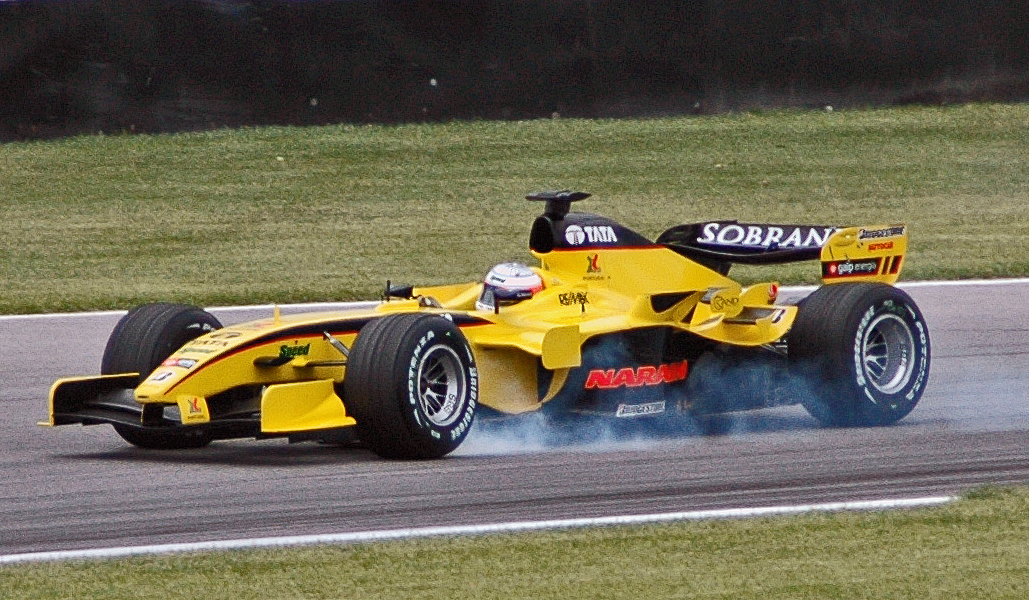
Narain Karthikeyan podczas Grand Prix Stanów Zjednoczonych 2005

Po przejęciu przez Rosjan zespołu Jordan Grand Prix, Karthikeyan był łączony z tym zespołem jako kierowca na Sezon 2005. 3 lutego 2005 roku, zespół Jordan Grand Prix ogłosił iż Narain Karthikeyan został kierowcą tego zespołu a jego partnerem został Tiago Monteiro.
Podczas kwalifikacji do Grand Prix Australii, Narain zakwalifikował się na dwunastym miejscu. Dwa pola przed jego partnerem zespołowym. Wyścig zakończył na piętnastym miejscu przed Tiago Monteiro i Patrickiem Friesacherem z Minardi. Wyścig zakończył z dwoma okrążeniami straty do zwycięzcy wyścigu Giancarlo Fisichelli.
Podczas drugiej rundy mistrzostw świata Formuły 1, Grand Prix Malezji 2005 w kwalifikacjach Karthikeyan był siedemnasty, jedną pozycję przed swoim partnerem zespołowym. Wyścig zakończył na jedenastym miejscu z dwoma okrążeniami straty do zwycięzcy wyścigu Fernando Alonso przed Tiago Monteiro i Christijanem Albersem z Minardi.
Następnym wyścigiem było Grand Prix Bahrajnu podczas którego w kwalifikacjach był osiemnasty za zespołowym kolegą. Udział w wyścigu zakończył na drugim okrążeniu z powodu awarii elektryki w bolidzie.
Do Grand Prix San Marino, Narain ukończył kwalifikacje na siedemnastym miejscu. W wyścigu dojechał przedostatni na dwunastym miejscu ze stratą dwóch okrążeń do zwycięzcy wyścigu Fernando Alonso, przed zespołowym partnerem Tiago Monteiro.
W kwalifikacjach do Grand Prix Hiszpanii, Karthikeyan zakwalifikował się trzynasty. Wyścig także ukończył na tej pozycji jako ostatni z trzema okrążeniami straty do zwycięzcy wyścigu Kimiego Raikkonena za partnerem zespołowym.
Następnym wyścigiem w kalendarzu było Grand Prix Monako, gdzie zakwalifikował się szesnasty, pozycję za partnerem z zespołu. Z wyścigu Karthikeyan odpadł na osiemnastym okrążeniu z powodu awarii hydrauliki.
Grand Prix Europy było siódmym wyścigiem w kalendarzu do którego Narain zakwalifikował się dziewiętnasty, między kierowcami Minardi. W wyścigu dojechał szesnasty z okrążeniem straty do zwycięzcy wyścigu Fernando Alonso z Renault F1 Team. Tiago Monteiro przyjechał na metę pozycję przed hindusem.
Kolejnym wyścigiem było Grand Prix Kanady do którego zakwalifikował się siedemnasty. Z wyścigu odpadł na dwudziestym czwartym okrążeniu z powodu awarii zawieszenia.
Po Grand Prix Kanady było Grand Prix Stanów Zjednoczonych, gdzie Karthikeyan zakwalifikował się dziewiętnasty. Do wyścigu jednak wystartowali wyłącznie kierowcy Minardi, Jordan Grand Prix i Scuderia Ferrari z powodu kontrowersji wokół opon firmy Michelin. Narain dojechał na czwartym miejscu przed kierowcami Minardi i za zespołowym kierowcą oraz kierowcami Ferrari. Podczas tego wyścigu Narain stał się pierwszym kierowcą z Indii który zdobył punkty w wyścigu Formuły 1.
Do Grand Prix Francji Karthikeyan zakwalifikował się na siedemnastym miejscu, dwie pozycje przed partnerem z zespołu. Na mecie wyścigu zameldował się na ostatnim miejscu, dwie pozycje za Monteiro z czterema okrążeniami straty do zwycięzcy wyścigu Fernando Alonso.
W kwalifikacjach do Grand Prix Wielkiej Brytanii, Narain zakończył czasówkę z siedemnastym rezultatem. Z wyścigu odpadł na dziesiątym okrążeniu z powodu awarii elektryki.
W kwalifikacjach do Grand Prix Niemiec Karthikeyan nie wziął udziału zostając zakwalifikowany na ostatnim dwudziestym miejscu. Wyścig zakończył na szesnastej pozycji, miejsce przed partnerem zespołowym. Narain ukończył wyścig z trzema okrążeniami straty do zwycięzcy wyścigu Fernando Alonso.
Podczas kwalifikacji do Grand Prix Węgier, Hindus zakwalifikował się na osiemnastym miejscu. Wyścig zakończył na dwunastym miejscu, miejsce przed zespołowym partnerem z trzema okrążeniami straty do zwycięzcy wyścigu Kimiego Raikkonena.
W kwalifikacjach do Grand Prix Turcji, został sklasyfikowany na dziewiętnastym miejscu. Wyścig zakończył na czternastym miejscu przed Monteiro z trzema okrążeniami starty do zwycięzcy wyścigu Kimiego Raikkonena.
Kwalifikacje do Grand Prix Włoch zakończył na dziewiętnastym miejscu. W wyścigu dojechał ostatni z trzema okrążeniami straty do zwycięzcy wyścigu Juana Pablo Montoyi z zespołu McLaren.
Do Grand Prix Belgii zakwalifikował się ostatni a wyścig ukończył na jedenastym miejscu, trzy pozycje za zespołowym partnerem i jednym okrążeniem starty do zwycięzcy wyścigu Kimiego Raikkonena.
Na siedemnastym miejscu do Grand Prix Brazylii zakwalifikował się Narain do wyścigu. Wyścig zakończył piętnasty z trzema okrążeniami starty do zwycięzcy Juana Pablo Montoyi.
Do Grand Prix Japonii, Karthikeyan zakwalifikował się na wysokim jedenastym miejscu. Wyścig ten ukończył na piętnastej pozycji z dwoma okrążeniami straty do zwycięzcy wyścigu Kimiego Raikkonena.
Do ostatniego wyścigu w sezonie, Grand Prix Chin, Narain zakwalifikował się na piętnastym miejscu lecz w wyścigu odpadł na dwudziestym ósmym okrążeniu z powodu spektakularnego wypadku którym pożegnał się ze ściganiem w Formule 1 na blisko pięć lat.
Sezon zakończył na osiemnastym miejscu w klasyfikacji kierowców z czterema punktami na koncie.
Na Sezon 2006, zespół Jordan Grand Prix został przemianowany na Midland F1. Jeszcze w sezonie 2005, Narain wykluczył możliwość startów dla tego zespołu ponieważ nowi włodarze ekipy żądali od niego za starty 11 700 000 dolarów za rok startów w ekipie. W tym samym wywiadzie powiedział, że Jako kierowca testowy w dobrym bolidzie lepiej pokaże swe umiejętności.
7 grudnia 2005 roku, Karthikeyan wziął udział w testach z zespołem WilliamsF1. Kilka dni później, Hindus znów został zaproszony na testy z brytyjską ekipą.

#### 2006
27 stycznia 2006 roku, zespół WilliamsF1 potwierdził Karthikeyana jako drugiego kierowcę testowego obok Alexa Wurza. Kilka miesięcy wcześniej w internecie pojawiła się informacja że, za posadę testera w Williamsie trzeba zapłacić ponad 9 milionów dolarów.
Karthikeyan w roli drugiego testera zespołu testował bolid Williamsa FW28 podczas sezonowych testów razem z etatowymi kierowcami teamu, Markiem Webberem, Nico Rosbergiem i pierwszym testerem oraz piątkowym kierowcą Alexem Wurzem.

#### 2007
W 2007 roku, Karthikeyan został w zespole Williams na kolejny sezon testowania w ekipie.
Po zwolnieniu z zespołu Spyker F1, Christijana Albersa, pojawiły się różne plotki jako by to Karthikeyan miałby zastąpić Markusa Winkelhocka, który zastępował holendra. Ostatecznie kierowcą zespołu został Sakon Yamamoto, który w 2007 roku był kierowcą testowym Super Aguri.
Jeszcze w 2007 roku, Karthikeyan był łączony z zespołem powstałym na bazie Spykera, Force India ze względu na narodowość. Jednakże jako kierowcy etatowi zostali wybrani Adrian Sutil i Giancarlo Fisichella. Testerem zespołu został Vitantonio Liuzzi.

#### 2011

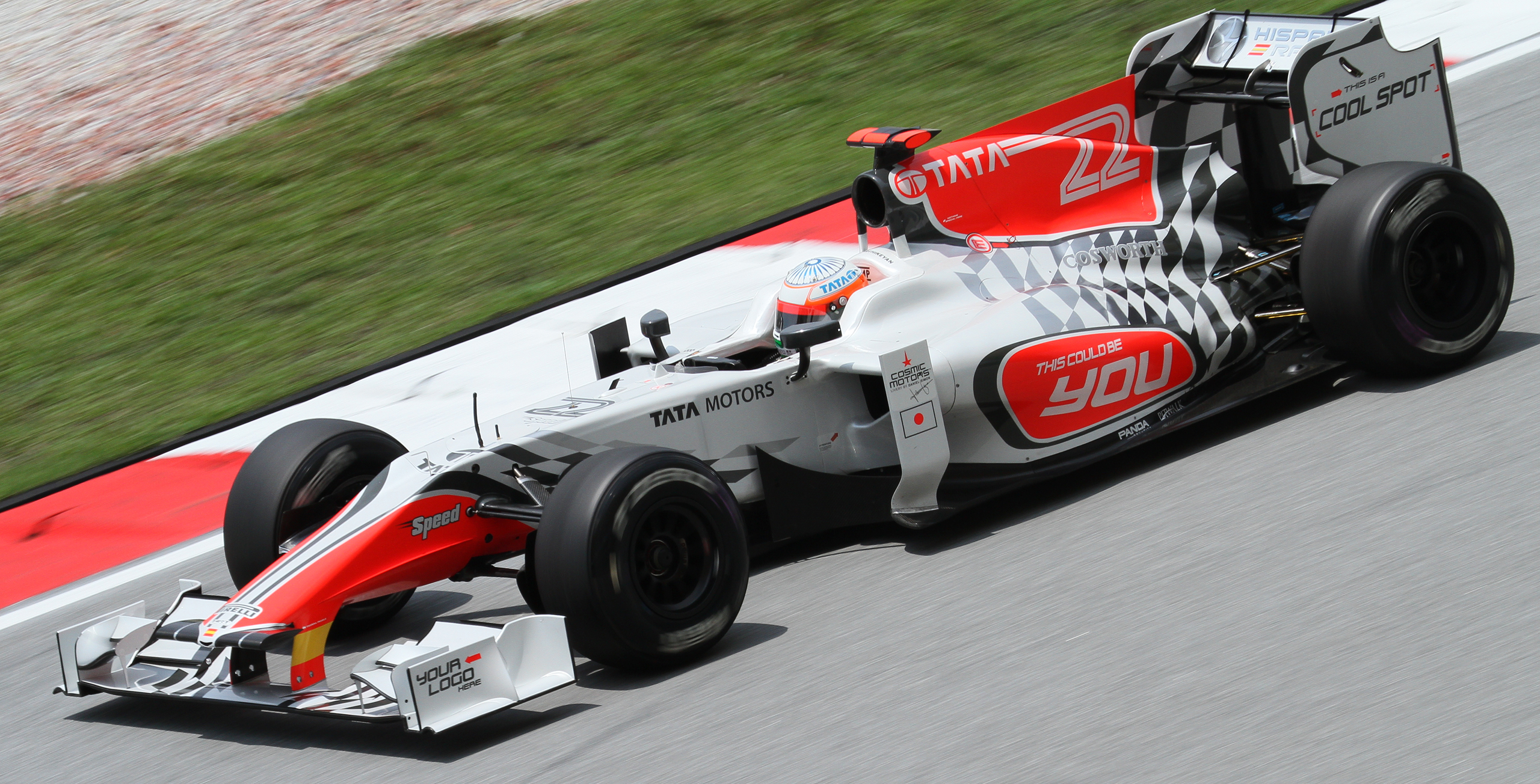
Narain Karthikeyan podczas drugiego treningu przed Grand Prix Malezji 2011

6 grudnia 2011 roku, Narain na swoim Twitterze poinformował iż podpisał kontrakt z zespołem Hispania Racing F1 Team na starty w tej ekipie w Sezonie 2011. Następnego dnia, szef zespołu Colin Kolles, potwierdził te wiadomość, jako że Hindus dołączył do hiszpańskiej ekipy której właścicielem jest hiszpański milioner José Ramón Carabante.
26 Marca podczas kwalifikacji do Grand Prix Australii, Karthikeyan ze względu na regułę 107% nie zakwalifikował się do wyścigu z powodu słabej formy jego bolidu Hispania F111.
9 kwietnia podczas kwalifikacji do Grand Prix Malezji, zakwalifikował się do wyścigu na 24. miejscu za zespołowym partnerem Vitantonio Liuzzim. Udział w wyścigu zakończył na 17. okrążeniu z powodu zbyt dużej temperatury wody w silniku.
16 kwietnia w kwalifikacjach do Grand Prix Chin, Karthikeyan zakwalifikował się do wyścigu na 24. miejscu za partnerem zespołowym, Vitantonio Liuzzim. Wyścig ukończył na 23. pozycji.
8 maja podczas kwalifikacji do Grand Prix Turcji 2011, Karthikeyan zakwalifikował się do wyścigu na 23. miejscu za sprawą awarii w bolidzie Kamuiego Kobayashiego, który nie ustanowił czasu okrążenia podczas kwalifikacji. Do wyścigu wystartował z 22. miejsca przez karę nałożoną na Jérôme d’Ambrosio za ignorowanie żółtych flag podczas drugiego treningu. Wyścig ukończył na tym samym miejscu z którego startował, pozycję przed partnerem zespołowym, Vitantonio Liuzzim.
22 maja, do wyścigu o Grand Prix Hiszpanii wystartował z 22. pola startowego, a linię mety przekroczył jako 21. tracąc do zwycięzcy wyścigu 5 okrążeń.
29 maja Narain brał udział w wyścigu o Grand Prix Monako, do którego dzięki pozwoleniu sędziów (było ono potrzebne, bowiem podczas kwalifikacji nie uzyskał on czasu mieszczącego się w wymaganych 107% najlepszego czasu okrążenia) wystartował z 23. miejsca. W wyścigu ostatecznie zajął 17. miejsce.
12 czerwca, w wyścigu o Grand Prix Kanady startował z 22. pola startowego. Sam wyścig ze względu na silne opady deszczu był przerwany oraz kilkakrotnie miała miejsce neutralizacja. Ostatecznie linię mety zawodnik przekroczył na 14. miejscu lecz przez karę za ścięcie szykany i zyskaniu dzięki temu przewagi, nie oddając pozycji - zostało mu doliczone do końcowego rezultatu 20 sekund przez co został sklasyfikowany na 17. miejscu.
26 czerwca odbył się wyścig o Grand Prix Europy. Karthikeyan wystartował do niego z ostatniej, 24. pozycji i na tym samym miejscu przejechał linie mety, tracąc do zwycięzcy wyścigu 3 okrążenia.
30 czerwca, Daniel Ricciardo potwierdził swoje starty w zespole HRT począwszy od Grand Prix Wielkiej Brytanii zastępując tym samym Karthikeyana który powróci do zespołu na Grand Prix Indii w tym roku.
22 lipca, zastąpił Vitantonio Liuzziego w pierwszym treningu do Grand Prix Niemiec. Uzyskał podczas tej sesji 20. czas.
21 sierpnia 2011, Karthikeyan podczas konferencji prasowej zorganizowanej przez Jaypee Group, potwierdził swój powrót do HRT na Grand Prix Indii 2011.

### Przerwa pomiędzy wyścigami w Formule 1

#### 2005
W 2005 roku, Karthikeyan testował bolid serii wyścigowej IndyCar zespołu Red Bull Racing Cheever. Za rok startów, Hindus miał wstępnie płacić pół miliona dolarów lecz do transakcji nie doszło.

#### 2007

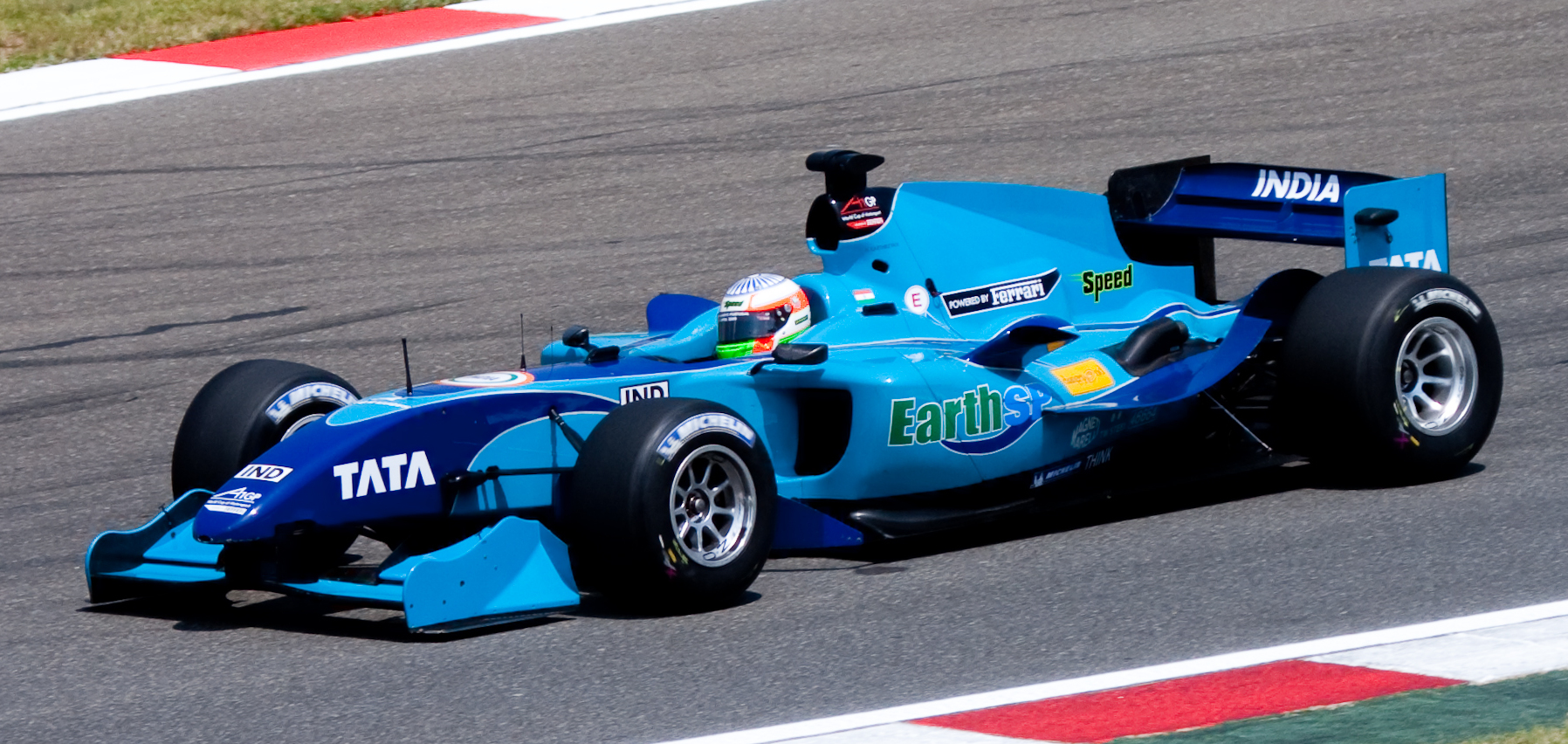
Narain Karthikeyan podczas wyścigu w serii A1 Grand Prix reprezentując zespół Indii

W 2007 roku, Narain Karthikeyan został kierowcą teamu India w serii wyścigowej A1 Grand Prix. W swoim debiucie w Nowej Zelandii w wyścigu sprint zajął dziesiąte miejsce a w głównym wyścigu siódme. Podczas wyścigu w Chinach, Narain odniósł zwycięstwo dla Teamu India dla którego to było pierwsze zwycięstwo.

#### 2008
W 2008 roku, Hindus dalej reprezentował swój kraj w A1 Grand Prix i to z powodzeniem. Podczas kilku weekendów Grand Prix udawało mu się startować z Pole Position i wygrać dwa wyścigi, sprint i główny wyścig. Dzięki tym dokonaniom zespół Indii zmieścił się w pierwszej dziesiątce przed drużynami Australii, Brazylii, Chin czy Włoch.

#### 2009
W 2009 roku, Karthikeyan nadal jeździł w A1 Grand Prix. Ten sezon był już znacznie gorszy. Karthikeyan tylko raz stanął na podium podczas wyścigu na torze Brands Hatch. Zespół zakończył sezon na dwunastym miejscu.
W tym samym roku, wystartował w zespole Colina Kollesa w serii Le Mans jeżdżąc Audi R10. Jego partnerem zespołowym był Christijan Albers.
Na torze Spa-Francorchamps, Narain dojechał na szóstym miejscu. Przed następnym wyścigiem w tej serii, Hindus doznał zwichnięcia ramienia co go wykluczyło z udziału w wyścigu.

#### 2010
W 2010 roku, Hindus został kierowcą w serii NASCAR Truck Series. Swój debiut zaliczył 27 marca a na sam koniec sezonu dostaje nagrodę jako najpopularniejszy kierowca sezonu. W tym samym roku startuje również w Superleague Formula dla klubu PSV Eindhoven wygrywając jeden wyścig na torze Brand Hatch.

#### 2013
W sezonie 2013 Karthikeyan startował w Auto GP World Series w barwach zespołów Zele Racing oraz Super Nova International. Wygrał łącznie pięć wyścigów, a siedmiokrotnie stawał na podium. Uzbierane 195 punktów dało mu czwarte miejsce w klasyfikacji generalnej.

## Wyniki

### Formuła 1
| Legenda oznaczeń w tabelach wyników Wyświetl szablon na nowej stronie | Legenda oznaczeń w tabelach wyników Wyświetl szablon na nowej stronie                                                                     |
| Oznaczenie                                                            | Wyjaśnienie |
| --------------------------------------------------------------------- | --- |
| Złoty                                                                 | Zwycięzca lub mistrzostwo |
| Srebrny                                                               | 2. miejsce lub wicemistrzostwo |
| Brązowy                                                               | 3. miejsce lub II wicemistrzostwo |
| Zielony                                                               | Ukończył, punktował (w klasyfikacji generalnej, gdy zdobył co najmniej jeden punkt na przestrzeni sezonu, poza trzema powyższymi opcjami) |
| Niebieski                                                             | Ukończył, nie punktował (w klasyfikacji generalnej, gdy nie zdobył co najmniej jednego punktu na przestrzeni sezonu)                      |
| Czerwony                                                              | Nie zakwalifikował się (NZ) |
| Czerwony                                                              | Nie prekwalifikował się (NPK) |
| Różowy                                                                | Nie ukończył (NU) |
| Różowy                                                                | Niesklasyfikowany (NS) (w klasyfikacji generalnej, gdy nie został sklasyfikowany w żadnym wyścigu sezonu)                                 |
| Czarny                                                                | Zdyskwalifikowany (DK) |
| Czarny                                                                | Wykluczony (WYK/EX) |
| Biały                                                                 | Nie wystartował (NW) |
| Biały                                                                 | Kontuzjowany (K/INJ) |
| Biały                                                                 | Wyścig odwołany (OD/C) |
| Bez koloru                                                            | Został wycofany (WYC/WD) |
| Bez koloru                                                            | Nie przybył (NP/DNA) |
| Bez koloru                                                            | Nie brał udziału w treningach (NT/DNP) |
| Bez koloru                                                            | Nie został zgłoszony (–) |
| Pogrubienie                                                           | Start z pole position |
| Kursywa                                                               | Najszybsze okrążenie wyścigu |
| †                                                                     | Nie ukończył, ale jego rezultat został zaliczony ze względu na przejechanie więcej niż 90% dystansu wyścigu.                              |
| *                                                                     | Sezon w trakcie |
| 1/2/3                                                                 | Punktowana pozycja w sprincie kwalifikacyjnym                                                                                             |
| Lista systemów punktacji Formuły 1                                    | |

| Sezon | Zespół                  | Samochód             | Pozycje startowe / w wyścigach | Pozycje startowe / w wyścigach | Pozycje startowe / w wyścigach | Pozycje startowe / w wyścigach | Pozycje startowe / w wyścigach | Pozycje startowe / w wyścigach | Pozycje startowe / w wyścigach | Pozycje startowe / w wyścigach | Pozycje startowe / w wyścigach | Pozycje startowe / w wyścigach | Pozycje startowe / w wyścigach | Pozycje startowe / w wyścigach | Pozycje startowe / w wyścigach | Pozycje startowe / w wyścigach | Pozycje startowe / w wyścigach | Pozycje startowe / w wyścigach | Pozycje startowe / w wyścigach | Pozycje startowe / w wyścigach | Pozycje startowe / w wyścigach | Pozycje startowe / w wyścigach | Pozycje startowe / w wyścigach |
| Sezon | Zespół                  | Silnik               | 1                              | 2                              | 3                              | 4                              | 5                              | 6                              | 7                              | 8                              | 9                              | 10                             | 11                             | 12                             | 13                             | 14                             | 15                             | 16                             | 17                             | 18                             | 19                             | 20                             | 21                             |
| 2005  |                         |                      | Australia                      | Malezja                        | Bahrajn                        | San Marino                     | Hiszpania                      | Monako                         | Unia Europejska                | Kanada                         | Stany Zjednoczone              | Francja                        | Wielka Brytania                | Niemcy                         | Węgry                          | Turcja                         | Włochy                         | Belgia                         | Brazylia                       | Japonia                        |                                |                                |                                |
| ----- | ----------------------- | -------------------- | ------------------------------ | ------------------------------ | ------------------------------ | ------------------------------ | ------------------------------ | ------------------------------ | ------------------------------ | ------------------------------ | ------------------------------ | ------------------------------ | ------------------------------ | ------------------------------ | ------------------------------ | ------------------------------ | ------------------------------ | ------------------------------ | ------------------------------ | ------------------------------ | ------------------------------ | ------------------------------ | ------------------------------ |
| 2005  | Jordan Grand Prix       | Jordan EJ15          | 12                             | 17                             | 17                             | 17                             | 13                             | 17                             | 19                             | 17                             | 19                             | 17                             | 17                             | 20                             | 18                             | 19                             | 19                             | 20                             | 17                             | 11                             | 15                             |                                |                                |
| 2005  | Jordan Grand Prix       | Toyota Toyota RVX-05 | 15                             | 11                             | NU                             | 12                             | 13                             | NU                             | 16                             | NU                             | 4                              | 15                             | NU                             | 16                             | 12                             | 14                             | 20                             | 11                             | 15                             | 15                             | NU                             |                                |                                |
| 2011  |                         |                      | Australia                      | Malezja                        |                                | Turcja                         | Hiszpania                      | Monako                         | Kanada                         | Unia Europejska                | Wielka Brytania                | Niemcy                         | Węgry                          | Belgia                         | Włochy                         | Singapur                       | Japonia                        | Korea Południowa               | Indie                          |                                | Brazylia                       |                                |                                |
| 2011  | Hispania Racing F1 Team | Hispania F111        | NZ                             | 24                             | 24                             | 22                             | 22                             | 23                             | 23                             | 24                             | -                              | -                              | -                              | -                              | -                              | -                              | -                              | -                              | 22                             | -                              | -                              |                                |                                |
| 2011  | Hispania Racing F1 Team | Cosworth CA2011      | NZ                             | NU                             | 23                             | 21                             | 21                             | 17                             | 17                             | 24                             | -                              | -                              | -                              | -                              | -                              | -                              | -                              | -                              | 17                             | -                              | -                              |                                |                                |
| 2012  |                         |                      | Australia                      | Malezja                        |                                | Bahrajn                        | Hiszpania                      | Monako                         | Kanada                         | Unia Europejska                | Wielka Brytania                | Niemcy                         | Węgry                          | Belgia                         | Włochy                         | Singapur                       | Japonia                        | Korea Południowa               | Indie                          |                                | Stany Zjednoczone              | Brazylia                       |                                |
| 2012  | HRT F1 Team             | HRT F112             | NZ                             | 23                             | 23                             | 24                             | 23                             | 23                             | 24                             | 22                             | 22                             | 24                             | 24                             | 24                             | 22                             | 23                             | 24                             | 24                             | 23                             | 22                             | 24                             | 23                             |                                |
| 2012  | HRT F1 Team             | Cosworth CA2012      | NZ                             | 21                             | 22                             | 21                             | NU                             | 15                             | NU                             | 18                             | 21                             | 23                             | NU                             | NU                             | 19                             | NU                             | NU                             | 20                             | 21                             | NU                             | 22                             | 18                             |                                |

### Formuła Nippon/Super Formula
| Legenda oznaczeń w tabelach wyników Wyświetl szablon na nowej stronie | Legenda oznaczeń w tabelach wyników Wyświetl szablon na nowej stronie                                                                     |
| Oznaczenie                                                            | Wyjaśnienie |
| --------------------------------------------------------------------- | --- |
| Złoty                                                                 | Zwycięzca lub mistrzostwo |
| Srebrny                                                               | 2. miejsce lub wicemistrzostwo |
| Brązowy                                                               | 3. miejsce lub II wicemistrzostwo |
| Zielony                                                               | Ukończył, punktował (w klasyfikacji generalnej, gdy zdobył co najmniej jeden punkt na przestrzeni sezonu, poza trzema powyższymi opcjami) |
| Niebieski                                                             | Ukończył, nie punktował (w klasyfikacji generalnej, gdy nie zdobył co najmniej jednego punktu na przestrzeni sezonu)                      |
| Czerwony                                                              | Nie zakwalifikował się (NZ) |
| Czerwony                                                              | Nie prekwalifikował się (NPK) |
| Różowy                                                                | Nie ukończył (NU) |
| Różowy                                                                | Niesklasyfikowany (NS) (w klasyfikacji generalnej, gdy nie został sklasyfikowany w żadnym wyścigu sezonu)                                 |
| Czarny                                                                | Zdyskwalifikowany (DK) |
| Czarny                                                                | Wykluczony (WYK/EX) |
| Biały                                                                 | Nie wystartował (NW) |
| Biały                                                                 | Kontuzjowany (K/INJ) |
| Biały                                                                 | Wyścig odwołany (OD/C) |
| Bez koloru                                                            | Został wycofany (WYC/WD) |
| Bez koloru                                                            | Nie przybył (NP/DNA) |
| Bez koloru                                                            | Nie brał udziału w treningach (NT/DNP) |
| Bez koloru                                                            | Nie został zgłoszony (–) |
| Pogrubienie                                                           | Start z pole position |
| Kursywa                                                               | Najszybsze okrążenie wyścigu |
| †                                                                     | Nie ukończył, ale jego rezultat został zaliczony ze względu na przejechanie więcej niż 90% dystansu wyścigu.                              |
| *                                                                     | Sezon w trakcie |
| 1/2/3                                                                 | Punktowana pozycja w sprincie kwalifikacyjnym                                                                                             |
| Lista systemów punktacji Formuły 1                                    | |

| Rok  | Zespół                       | Wyniki w poszczególnych eliminacjach | Wyniki w poszczególnych eliminacjach | Wyniki w poszczególnych eliminacjach | Wyniki w poszczególnych eliminacjach | Wyniki w poszczególnych eliminacjach | Wyniki w poszczególnych eliminacjach | Wyniki w poszczególnych eliminacjach | Wyniki w poszczególnych eliminacjach | Wyniki w poszczególnych eliminacjach | Wyniki w poszczególnych eliminacjach | Punkty | Pozycja |
| ---- | ---------------------------- | ------------------------------------ | ------------------------------------ | ------------------------------------ | ------------------------------------ | ------------------------------------ | ------------------------------------ | ------------------------------------ | ------------------------------------ | ------------------------------------ | ------------------------------------ | ------ | ------- |
| 2001 | excite Impul                 | SZU                                  | MOT                                  | MIN                                  | FUJ                                  | SZU                                  | SUG                                  | FUJ                                  | MIN                                  | MOT                                  | SZU                                  | 2      | 14      |
| 2001 | excite Impul                 | 6                                    | 7                                    | 9                                    | NU                                   | NU                                   | 13                                   | 9                                    | NU                                   | 14                                   | 6                                    | 2      | 14      |
| 2014 | Lenovo Team Impul            | SZU                                  | FUJ                                  | FUJ                                  | FUJ                                  | MOT                                  | AUT                                  | SUG                                  | SZU                                  | SZU                                  |                                      | 5      | 13      |
| 2014 | Lenovo Team Impul            | NU                                   | 7                                    | 6                                    | 7                                    | NU                                   | 17                                   | 11                                   | 10                                   | 8                                    |                                      | 5      | 13      |
| 2015 | Docomo Team Dandelion Racing | SZU                                  | OKA                                  | FUJ                                  | MOT                                  | AUT                                  | SUG                                  | SZU                                  | SZU                                  |                                      |                                      | 6      | 11      |
| 2015 | Docomo Team Dandelion Racing | 3                                    | 10                                   | NU                                   | 9                                    | 14                                   | 13                                   | 12                                   | 14                                   |                                      |                                      | 6      | 11      |
| 2016 | Sunoco Team LeMans           | SZU                                  | OKA                                  | FUJ                                  | MOT                                  | OKA                                  | OKA                                  | SUG                                  | SZU                                  | SZU                                  |                                      | 5      | 14      |
| 2016 | Sunoco Team LeMans           | NU                                   | 16                                   | 7                                    | NU                                   | 3                                    | NU                                   | 12                                   | 15                                   | 14                                   |                                      | 5      | 14      |
| 2017 | TCS Nakajima Racing          | SZU                                  | OKA                                  | OKA                                  | FUJ                                  | MOT                                  | AUT                                  | SUG                                  | SZU                                  | SZU                                  |                                      | 0      | 19      |
| 2017 | TCS Nakajima Racing          | 13                                   | 17                                   | 13                                   | 14                                   | NU                                   | NU                                   | 13                                   | OD                                   | OD                                   |                                      | 0      | 19      |
| 2018 | TCS Nakajima Racing          | SZU                                  | AUT                                  | SUG                                  | FUJ                                  | MOT                                  | OKA‡                                 | SZU                                  |                                      |                                      |                                      | 4      | 15      |
| 2018 | TCS Nakajima Racing          | 17                                   | OD                                   | 5                                    | 16                                   | 11                                   | 13                                   | 17                                   |                                      |                                      |                                      | 4      | 15      |

‡ - Przyznano połowę punktów, gdyż zostało przejechane mniej niż 75% wyścigu.

### Asian Le Mans Series
| Legenda oznaczeń w tabelach wyników Wyświetl szablon na nowej stronie | Legenda oznaczeń w tabelach wyników Wyświetl szablon na nowej stronie                                                                     |
| Oznaczenie                                                            | Wyjaśnienie |
| --------------------------------------------------------------------- | --- |
| Złoty                                                                 | Zwycięzca lub mistrzostwo |
| Srebrny                                                               | 2. miejsce lub wicemistrzostwo |
| Brązowy                                                               | 3. miejsce lub II wicemistrzostwo |
| Zielony                                                               | Ukończył, punktował (w klasyfikacji generalnej, gdy zdobył co najmniej jeden punkt na przestrzeni sezonu, poza trzema powyższymi opcjami) |
| Niebieski                                                             | Ukończył, nie punktował (w klasyfikacji generalnej, gdy nie zdobył co najmniej jednego punktu na przestrzeni sezonu)                      |
| Czerwony                                                              | Nie zakwalifikował się (NZ) |
| Czerwony                                                              | Nie prekwalifikował się (NPK) |
| Różowy                                                                | Nie ukończył (NU) |
| Różowy                                                                | Niesklasyfikowany (NS) (w klasyfikacji generalnej, gdy nie został sklasyfikowany w żadnym wyścigu sezonu)                                 |
| Czarny                                                                | Zdyskwalifikowany (DK) |
| Czarny                                                                | Wykluczony (WYK/EX) |
| Biały                                                                 | Nie wystartował (NW) |
| Biały                                                                 | Kontuzjowany (K/INJ) |
| Biały                                                                 | Wyścig odwołany (OD/C) |
| Bez koloru                                                            | Został wycofany (WYC/WD) |
| Bez koloru                                                            | Nie przybył (NP/DNA) |
| Bez koloru                                                            | Nie brał udziału w treningach (NT/DNP) |
| Bez koloru                                                            | Nie został zgłoszony (–) |
| Pogrubienie                                                           | Start z pole position |
| Kursywa                                                               | Najszybsze okrążenie wyścigu |
| †                                                                     | Nie ukończył, ale jego rezultat został zaliczony ze względu na przejechanie więcej niż 90% dystansu wyścigu.                              |
| *                                                                     | Sezon w trakcie |
| 1/2/3                                                                 | Punktowana pozycja w sprincie kwalifikacyjnym                                                                                             |
| Lista systemów punktacji Formuły 1                                    | |

| Rok  | Zespół            | Klasa | Wyniki w poszczególnych eliminacjach | Wyniki w poszczególnych eliminacjach | Wyniki w poszczególnych eliminacjach | Wyniki w poszczególnych eliminacjach | Punkty | Pozycja |
| ---- | ----------------- | ----- | ------------------------------------ | ------------------------------------ | ------------------------------------ | ------------------------------------ | ------ | ------- |
| 2021 | Racing Team India | LMP2  | DUB                                  | DUB                                  | ABU                                  | ABU                                  | 42     | 6       |
| 2021 | Racing Team India | LMP2  | 5                                    | 4                                    | 5                                    | 5                                    | 42     | 6       |